# Dave Karpa
David James „Dave“ Karpa (* 7. Mai 1971 in Regina, Saskatchewan) ist ein ehemaliger kanadischer Eishockeyspieler und -trainer, der im Verlauf seiner aktiven Karriere zwischen 1988 und 2006 unter anderem 576 Spiele für die Nordiques de Québec, Mighty Ducks of Anaheim, Carolina Hurricanes und New York Rangers in der National Hockey League auf der Position des Verteidigers bestritten hat.

## Karriere
Dave Karpa begann seine Karriere als Eishockeyspieler bei den Notre Dame Hounds, für die er von 1988 bis 1990 in der Saskatchewan Junior Hockey League aktiv war. Anschließend spielte er zwei Jahre lang für die Mannschaft der Ferris State University. In diesem Zeitraum wurde der Verteidiger im NHL Entry Draft 1991 in der vierten Runde als insgesamt 68. Spieler von den Québec Nordiques ausgewählt.
Für die Nordiques gab er gegen Ende der Saison 1991/92 sein Debüt in der National Hockey League, wobei er in vier Spielen punktlos blieb. Nach drei Jahren in Québec, in denen er hauptsächlich für deren Farmteams aus der American Hockey League, die Halifax Citadels und Cornwall Aces auf dem Eis stand, wechselte der Linksschütze im Laufe der Saison 1994/95 zum Ligarivalen der Nordiques, den Mighty Ducks of Anaheim. In seinen drei Jahren in Anaheim hatte Karpa stets einen Stammplatz bei den Kaliforniern, ehe er sich im Sommer 1998 den Carolina Hurricanes anschloss, für die er weitere drei Spielzeiten in der NHL verbrachte. Es folgten zwei Jahre bei den New York Rangers, bevor er zur Saison 2003/04 zum AHL-Club Wilkes-Barre/Scranton Penguins wechselte.
Nach nur 29 Spielen mit seiner neuen Mannschaft unterschrieb der Kanadier bei Amur Chabarowsk aus der russischen Superliga, für das er in zwölf Spielen eine Vorlage gab. Zur Saison 2004/05 kehrte er nach Nordamerika zurück, wo er zunächst für die San Diego Gulls aus der ECHL auflief. Seine Laufbahn beendete der ehemalige NHL-Spieler nach kurzen Gastspielen bei den AHL-Teams Syracuse Crunch und Bridgeport Sound Tigers 2006 im Alter von 35 Jahren.
In der Saison 2015/16 war Karpa als Assistenztrainer in der Ontario Hockey League bei den Flint Firebirds tätig.

## Karrierestatistik
(Legende zur Spielerstatistik: Sp oder GP = absolvierte Spiele; T oder G = erzielte Tore; V oder A = erzielte Assists; Pkt oder Pts = erzielte Scorerpunkte; SM oder PIM = erhaltene Strafminuten; +/− = Plus/Minus-Bilanz; PP = erzielte Überzahltore; SH = erzielte Unterzahltore; GW = erzielte Siegtore; 1 Play-downs/Relegation; Kursiv: Statistik nicht vollständig)